# 中国成语大会
中国成语大会，是中国中央电视台科教频道（CCTV-10 科教）和中国中央电视台综合频道（CCTV-1 综合）曾经在黄金档播出的一档成语猜词季播节目，于2014年和2015年各播出一季。中国成语大会是中央电视台继中国汉字听写大会、中国谜语大会后推出的第三档汉语文化节目，也是央视和实力电传继中国汉字听写大会后合作的第二档节目。